# انتخابات صورية

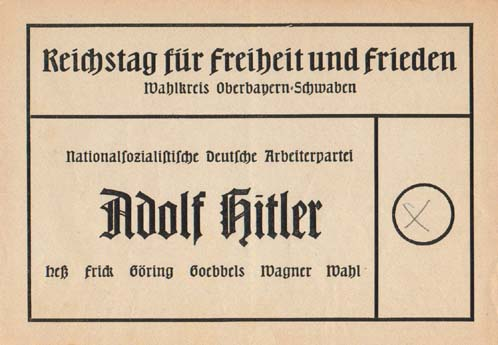

الانتخابات الصورية، والمعروفة كذلك باسم الانتخابات الظاهرية أو انتخابات الختم المطاطي، عبارة عن انتخابات تعقد بشكل تام لأغراض صورية، أي بدون أي أغراض سياسية.
وتعد الانتخابات الصورية حدثًا شائعًا في الأنظمة الديكتاتورية التي لا تزال تشعر بالحاجة إلى الحصول على المزيد من الشرعية العامة. وتظهر النتائج، كما هو متوقع منها، إقبالاً للناخبين بنسبة تقارب المائة في المائة، ودعمًا ضخمًا لا يمكن تصديقه (يقترب من المائة في المائة في العديد من الحالات) للمرشح (المرشحين) الموصى به أو للاستفتاءات العامة التي تصب في صالح حزب سياسي موجود في السلطة. كما يمكن أن تقوم الأنظمة الديكتاتورية كذلك بإجراء الانتخابات الصورية مع جعل الأرقام الناتجة تماثل تلك التي غالبًا ما تظهر في الدول الديمقراطية. ويمكن أن يتم تنفيذ ذلك من أجل إضفاء الشكل الديمقراطي والشرعية، مع الاحتفاظ في نفس الوقت بسلطات ديكتاتورية.
ومن أمثلة تلك الانتخابات الانتخابات في إيطاليا الفاشية في عام 1929 و1934 والانتخابات في ألمانيا النازية، وأغلب الدول الشيوعية (ألمانيا الشرقية والاتحاد السوفيتي وكوريا الشمالية، وما إلى ذلك)، وإندونيسيا تحت حكم سوهارتو، وانتخابات حزب البعث في العراق. وغالبًا ما يحدد النظام النتيجة بشكل مسبق، سواء من خلال قمع المعارضة أو إجبار الناخبين أو تزوير الانتخابات، أو تزوير عدد "الأصوات التي يتم تلقيها (على سبيل المثال، الاستفتاء العام في دولة فيتنام، عام 1955 , إستفتاء مصر 1956, إستفتاء العراق1995 و 2002)، أو الجمع بين تلك الوسائل معًا. وفي مثال صارخ على ذلك، ادعى تشارلز دي بي كينغ في ليبيريا أنه حصل على 243000 صوت في الانتخابات العامة في عام 1927، وهو ما يتجاوز عدد الناخبين المسموح لهم بالمشاركة بأكثر من 15 مرة.
ويمكن أن تشتمل الاقتراعات في الانتخابات الصورية على خيار «نعم» فقط. وفي حالة وجود خياري «نعم أو لا» المعتادين، فإن الأشخاص الذين يختارون «لا» غالبًا ما تتم مقاضاتهم، مما يجعل خيار «نعم» هو الخيار الوحيد (وهو ما يطلق عليه اسم المأزق المفتعل). ومن أمثلة ذلك، انتخابات برلمان الشعب في إستونيا ولاتفيا وليتوانيا في عام 1940 بعد فترة قصيرة من الاحتلال السوفييتي لدول البلطيق، فأولئك الذين قاموا بالتصويت تم وضع أختام على جوازات السفر الخاصة بهم تشير إلى أنهم قاموا بالتصويت، في حين أن أولئك الذين لم يقوموا بالتصويت لم يتلقوا أي أختام، وتمت مقاضاتهم كأعداء للشعب.
وفي بعض الحالات، يمكن أن تؤدي الانتخابات الصورية إلى نتائج عكسية ضد الحزب الموجود في السلطة، خصوصًا إذا كان النظام يعتقد أن له شعبية كافية للفوز بدون الإجبار أو التزوير. على سبيل المثال، يمكنك الاطلاع على الانتخابات البورمية العامة، عام 1990.
ويجب ألا يتم الخلط بين الانتخابات الصورية والفوز الساحق في الانتخابات، حيث أن النوع الثاني، ورغم فوز الفائز بهامش كبير، تبقى انتخابات شرعية وليست صورية. (حدث مرتين في كندا أن يفوز حزب سياسي بكل المقاعد في انتخابات المحافظات، مما يؤدي إلى مجلس تشريعي بدون أي حزب معارضة).